# Baixa da Banheira e Vale da Amoreira
Baixa da Banheira e Vale da Amoreira (llamada oficialmente União das Freguesias de Baixa da Banheira e Vale da Amoreira) es una freguesia portuguesa del municipio de Moita, distrito de Setúbal.

## Historia
Fue creada el 28 de enero de 2013 en aplicación de una resolución de la Asamblea de la República de Portugal promulgada el 16 de enero de 2013 con la unión de las freguesias de Baixa da Banheira y Vale da Amoreira, pasando su sede a estar situada en la antigua freguesia de Baixa da Banheira.

## Demografía
| Gráfica de evolución demográfica de Baixa da Banheira e Vale da Amoreira entre 2011 y 2021 |
|                                                                                            |
| Datos según el nomenclátor publicado por el INE portugués.                                 |